# Louise Lehzen
Johanna Clara Louise Lehze (1784 – 1870) var en tysk baronesse, som var guvernante og senere rådgiver og selskabsdame for dronning Victoria af Storbritannien.

## Liv
Louise Lehzen blev født i Coburg,[kilde mangler] Tyskland som datter af en luthersk præst. Hun indgik i prinsesse Victoria af Sachsen-Coburg-Saalfelds husholdning og som guvernante for prinsesse Feodora af Leiningen, ældste datter af prinsesse Victoria fra hendes ægteskab med sin første mand, Emich Carl af Leiningen. Prinsesse Victoria giftede sig efterfølgende med hertugen af Kent, som på daværende tidspunkt var den fjerde i den britiske arvefølge til den britiske trone. Hele husholdet blev flyttet til England i 1819, således at den nye hertuginde af Kents første barn blev født der. Barnet, der var en pige, blev døbt Alexandrina Victoria efter moderen og sin gudfar zar Alexander 1. af Rusland; hun blev senere dronning som Victoria af Storbritannien.
Hertugen af Kent døde pludselig i 1820, og kort efter også hans far George 3. af Storbritannien. Victorias onkel, prinsregenten, arvede tronen som George IV, og Victoria var nu den tredje i arvefølgen til tronen efter sine onkler hertugen af York og hertugen af Clarence, som begge både var ældre og uden anerkendt afkom. Som den sandsynlige tronfølger måtte Victoria uddannes til det, men uheldigvis var hertuginden af Kent på daværende tidspunkt næsten bankerot, eftersom hun havde arvet sin nu afdøde mands gæld. Hun havde derfor ikke råd til at ansætte en ny guvernante. Men Fedora var nu 14 og behøvede ikke en guvernante, hvorved Louise Lehzen blev guvernante for den unge prinsesse i stedet. Hun blev Victorias guvernante i 1824 og fortsatte i denne position også efter, at hertuginden af Northumberland formelt var blevet udnævnt som guvernante. "Dear, good Lehzen" fik en helt speciel plads i Victorias hjerte, større end nogen anden, og også end hendes mor, hertuginden af Kent.
Victoria fik af Lehzen en rudimentær, men solid uddannelse. Hun lærte at tale fransk, tysk, engelsk, fik en god forståelse af historie og geografi og blev velbevandret i religiøse spørgsmål. Imidlertid var hendes uddannelse næsten ikke eksisterende i fag mere anvendelige for en fremtidig monark såsom klassisk litteratur, filosofi og udenrigsanliggender. Lehzen havde meget lidt viden om disse emner.
Senere blev hun privatsekretær for Victoria, både mens denne var prinsesse, og efter at hun var blevet dronning. I 1842 forlod hun hoffet og rejste tilbage til Tyskland. Hun døde i 1870.